# Balloniscus sellowii
Balloniscus sellowii là một loài chân đều trong họ Balloniscidae. Loài này được Brandt miêu tả khoa học năm 1833.